# Chthonius subterraneus
Chthonius subterraneus – gatunek zaleszczotka z rodziny Chthoniidae.

## Taksonomia
Gatunek ten opisany został po raz pierwszy w 1931 roku przez Maxa Beiera. Jako miejsce typowe wskazano Herceg Novi na terenie Czarnogóry.

## Morfologia
Zaleszczotek ten ma cztery szczecinki na tylnej krawędzi karapaksu. Przednia krawędź karapaksu jest z kolei prosta i piłkowana. Nie występuje epistom. Nogogłaszczki zaopatrzone są w szczypce pozbawione ujść gruczołów jadowych. Zakrzywiony palec nieruchomy tych szczypiec osiąga od 0,88 do 0,9 mm długości i jest wyraźnie dłuższy od ich palca ruchomego. Zęby na palcach tychże szczypiec są duże i w większości wyraźnie od siebie oddzielone; odległość między zębami na środkowej części palca nieruchomego jest większa od szerokości tychże zębów mierzonej u ich podstawy. Uzębienie palca ruchomego jest wyraźnie zredukowane w części nasadowej. Palec ruchomy nie jest u nasady zaopatrzony w wewnętrzną apodemę wzmacniającą. Z kolei palec nieruchomy charakteryzuje się brakiem ząbków między wierzchołkiem a trichobotrium est; ząbkowanie zaczyna się dopiero na wysokości tegoż trichobotrium. W widoku bocznym dłoń jest nabrzmiała z wyraźnie zaokrągloną stroną grzbietową. Spośród bioder odnóży krocznych te drugiej i trzeciej pary wyposażone są w kolce biodrowe. Odnóża kroczne pierwszej i drugiej pary mają jednoczłonowe stopy, natomiast odnóża kroczne pary trzeciej i czwartej mają stopy dwuczłonowe.

## Ekologia i występowanie
Jest to gatunek europejski, znany ze Słowacji, Węgier, Chorwacji, Bośni i Hercegowiny oraz Czarnogóry.